# 스피드스케이팅 10000m 대한민국 기록 추이
스피드 스케이팅 대한민국 기록은 대한 빙상 경기 연맹이 공인하고 관리한다.
다음은 남자 10000m 대한민국 기록 추이이다.
| # | 시간         | 차이      | 선수   | 소속     | 날짜         | 대회명                                 | 장소                      | 경기장                      | 주석 및 기타                                    | 동영상 |  |
|   | 18분 02초 7  | -         | 김정연 |          | 1936. 02. 14 | 제4회 동계 올림픽                      | 독일 가르미슈파르텐키르헨 |                             | 긴 세이엔이란 이름으로 일본 대표로 참가함. 13위 |        |  |
|   | 17분 52초 6  | -         | 김종순 |          | 1956. 01. 31 | 제17회 동계 올림픽                     | 이탈리아 코르티나담페초   | Pista Fiames                | 30위                                            |        |  |
|   | 16분 35초 0  | - 4.0초   | 조홍식 |          | 1970. 02. 27 | 일본 전지훈련단 기록회                 | 일본 나가노 현            | 국제 스포츠 센터            | 17분 31초 3                                     |        |  |
|   | 16분 25초 2  | - 9.8초   | 이영하 | 경희고   | 1973. 01. 13 | 전국체전                               | 대한민국 서울             | 태릉 국제 스케이트장        | [ 4 ]                                           |        |  |
|   | 16분 07초 0  | -         | 이영하 | 경희대   | 1975. 12. 30 | 공인 기록회                            | 대한민국 서울             | 태릉 국제 스케이트장        | 종전 기록 4.6초 단축                            |        |  |
|   | 15분 38초 10 | - 28.90초 | 이영하 | 경희대   | 1978. 02. 24 | 제33회 전국 남녀 종합 빙상 선수권 대회 | 대한민국 서울             | 태릉 국제 스케이트장        | [ 6 ]                                           |        |  |
|   | 15분 34초 48 | -         | 이영하 | 경희대   | 1984. 02. 18 | 제14회 동계 올림픽                     | 유고슬라비아 사라예보     | Zetra                       | 27위                                            |        |  |
|   | 15분 16초 84 | - 21.26초 | 이영하 | 대우     | 1984. 01. 22 | 국제 초청 스피드 스케이팅 대회         | 서독 인첼                 |                             | [ 9 ]                                           |        |  |
|   | 14분 40초 97 |           | 여상엽 | 강원체고 | 2000. 12. 03 | 세계 선수권 지역 예선 대회             | 중국 하얼빈               |                             | 6위. 종전 14분 32초 03                          |        |  |
|   | 14분 06초 57 |           | 여상엽 | 강원체고 | 2002. 11. 24 |                                        | Heerenveen                |                             |                                                 |        |  |
|   | 13분 51초 28 |           | 김명석 | 한국체대 | 2005. 12. 04 | 2005/06 스피드 스케이팅 월드컵         | 네덜란드 Heerenveen       | Thialf Stadium              | 디비전 B 9위                                    |        |  |
|   | 13분 44초 18 | - 7.10초  | 김명석 | 한국체대 | 2007. 01. 22 | 제23회 동계 유니버시아드               | 이탈리아 토리노           | 오발 링고토                 | 3위.                                            |        |  |
|   | 12분 57초 27 |           | 이승훈 | 한국체대 | 2011. 02. 19 | 2010/11 스피드 스케이팅 월드컵 (7차)   | 미국 솔트레이크시티       | 유타 올림픽 오벌            | 2위. 종전 12분58초55 (이승훈)                   |        |  |
|   | 12분 55초 54 |           | 이승훈 | 대한항공 | 2018. 02. 15 | 2018 평창 올림픽                       | 한국 강릉                 | 강릉 스피드 스케이팅 경기장 | 4위                                             |        |  |

## 같이 보기
- 스피드 스케이팅 남자 10000m 세계 기록 추이
- 스피드 스케이팅 여자 10000m 세계 기록 추이